# XVI щорічна сесія Парламентської асамблеї ОБСЄ (монета)
«XVI щорі́чна се́сія Парла́ментської асамбле́ї ОБСЄ» — пам'ятна монета номіналом 5 гривень, випущена Національним банком України, присвячена проведенню в Києві 5 — 9 липня 2007 року засідання XVI щорічної сесії Парламентської асамблеї Організації з безпеки і співробітництва в Європі.
Монету введено в обіг 26 червня 2007 року. Вона належить до серії «Інші монети».

## Опис монети та характеристики
| Номінал грн. | Метал                   | Маса, г | Діаметр, мм | Якість виготовлення       | Гурт                 | Тираж, штук |
| ------------ | ----------------------- | ------- | ----------- | ------------------------- | -------------------- | ----------- |
| 5            | нікелевий сплав, нордік | 9,4     | 28,0        | спеціальний анциркулейтед | секторальне рифлення | 35 000      |

### Аверс
На аверсі монети у внутрішньому колі на тлі стилізованого українського орнаменту розміщено малий Державний Герб України, у зовнішньому колі — написи: «НАЦІОНАЛЬНИЙ БАНК УКРАЇНИ» (угорі), «П'ЯТЬ ГРИВЕНЬ» (унизу), рік карбування монети — «2007» (ліворуч) та логотип Монетного двору Національного банку України.

### Реверс

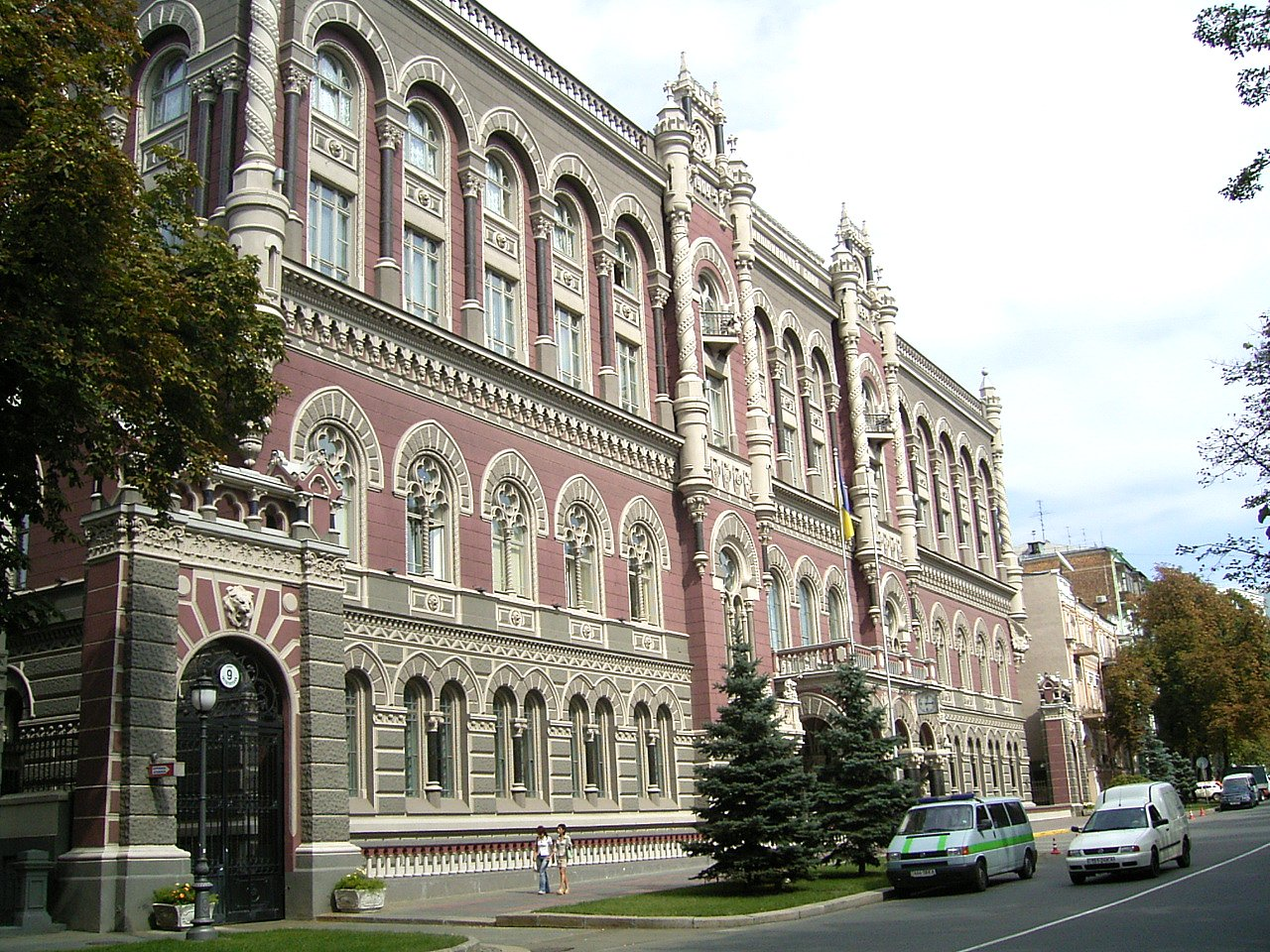
Будівля Національного банку України

На реверсі монети у внутрішньому колі зображено емблему XVI щорічної сесії Парламентської асамблеї ОБСЄ в Києві, у зовнішньому — розміщено напис «XVI ЩОРІЧНА СЕСІЯ ПАРЛАМЕНТСЬКОЇ АСАМБЛЕЇ ОБСЄ».

## Автори
- Художник — Святослав Іваненко.
- Скульптор — Святослав Іваненко.

## Вартість монети
Ціна монети — 19 гривень, була зазначена на сайті Національного банку України 2011 року.
Фактична приблизна вартість монети, з роками змінювалася так:
| Рік        | 2010 | 2011 | 2012 | 2013 | 2014 | 2015 | 2016 | 2017 | 2018 | 2019 | 2020 | 2021 | 2022 | 2023 | 2024 | 2025 |
| ---------- | ---- | ---- | ---- | ---- | ---- | ---- | ---- | ---- | ---- | ---- | ---- | ---- | ---- | ---- | ---- | ---- |
| Ціна, грн. | 30   | 30   | 30   | 45   | 50   | 70   | 80   | 100  | 105  | 105  | 110  | 120  | 130  | 300  | 310  | 310  |